# Cody Bradley
Cody Bradley, född 26 maj 1994 i Tampa, Florida, USA, är en amerikansk-kanadensisk professionell ishockeyspelare som spelar för Västerviks IK i Hockeyallsvenskan.
Cody Bradley är son till den före detta NHL-proffset Brian Bradley, som bland annat har spelat för Tampa Bay Lightning, Toronto Maple Leafs, Vancouver Canucks och Calgary Flames. Brian Bradley representerade även Kanadas herrlandslag i ett flertal matcher.

## Karriär
Cody Bradley spelade ishockey i Kanada med Toronto Jr. Canadiens Midget AAA, innan han 2010 flyttade till USA för spel med Indiana Ice, Dubuque Fighting Saints, Colorado College och Norfolk Admirals. År 2016 startade Bradley sin utomlandsresa med spel i den tyska tredje-ligan och Füchse Duisburg. Där hann han endast med 11 matcher och 11 poäng. Säsongen 2017/18 spelade Bradley för KRS Heilongjiang i Kina och även HK Nitra i Slovakien. Inför säsongen skrev Bradley på för den tjeckiska-klubben Motor Ceske Budejovice, där han stannade säsongen ut. 
Bradley skrev den 12 oktober 2019 på ett try-out kontrakt med AIK Ishockey. I sin debut för AIK gjorde Bradley mål i övertid mot Mora IK, vilket gav AIK segern och Bradley blev målskytt i sin första match. Bradley skrev senare permantet på för AIK säsongen ut, trots att han fått problem med skador. Bradley blev inför säsongen 2020/21 kvar i Hockeyallsvenskan då han den 7 maj 2020 skrev på ett ettårskontrakt med Västerviks IK.